# Okko
Okko (твориться від оналійн-кінотеатр; okko.tv, okko.ru раніше) — онлайн-кінотеатр, один з найбільших російських VoD-сервісів.

## Історія компанії
Проект виник в 2007 році в рамках компанії YOTA. Напрямок одержав назву «Скартел Старлаб», потім було перейменовано в «YOTA Лаб». Функціонував як RnD-відділ і займався створенням власних програмних продуктів. У відділі розробляли музичний сервіс, йотафони, файлообмінник, відеосервіс і інші продукти. У 2011 році пріоритетним завданням став відеосервіс, що отримав назву Play.
У 2014 році компанія Play оголосила про вихід зі складу YOTA і була перейменована в Okko. Назву придумали співробітники компанії. У слова Okko немає чіткої семантики. Символ «о» з трьома крапками нагорі не має відношення до мов фінно-угорської групи, а з'явився в ході розробки візуального образу бренду англійським агентством Spin.
У 2017 році спільно з лондонським агентством W12 компанія Okko почала процес ребрендингу. Чорно-біла кольорова гамма змінилася чорничною, а фірмовий логотип «о» з трьома крапками перетворився в технологічно-скляний знак. Ребрендинг завершено у 2019 році, коли сервіс було оновлено на всіх платформах.
Навесні 2018 року в ЗМІ оголошено про злиття Okko з холдингом Rambler Group. «Рамблер» почав роботу над ребрендингом об'єднаної кіномережі «Синема Парк» і «Формула кино» для створення єдиної екосистеми Okko. Також в планах єдиного холдингу створити новий для російського ринку єдиний продукт, що включають і онлайн, і офлайн кіноперегляд.

## Контент
В Okko представлені художні фільми, мультфільми, серіали, в тому числі анімаційні, документальні картини і освітні програми. Користувачі можуть купити і завантажити фільм, який сподобався, орендувати контент на 48 годин, а також дивитися його по підписці.
Компанія співпрацює і постійно розвиває партнерство з провідними російськими і голлівудськими студіями: 20th Century Fox, Warner Brothers, Paramount Pictures, Sony Pictures Entertainment, Universal Studios, Walt Disney Pictures і іншими.
Okko — перший онлайн-кінотеатр в Росії, який дозволив глядачам в домашніх умовах дивитися кіно зі звуком Dolby Atmos і Dolby Digital Plus з Ultra HD/4K. У фільмотеці відеосервісу завдяки розширенню співробітництва з правовласниками представлена найбільша колекція фільмів у UHD. Доступні фільми в HDR, 3D.
У компанії є ексклюзивні права на серіали від «Амедіатеки», завдяки яким глядачі Okko отримують оперативний доступ до контенту від студій HBO, Showtime і Starz.
У 2018 році компанія почала співпрацю з театрами, щоб розширити каталог відеоверсій театральних вистав.

## Фінансові показники
Okko — лідер серед російських VoD-сервісів по платній моделі монетизації. В онлайн-кінотеатрі Okko абсолютно відсутня реклама, вся виручка компанії надходить за рахунок продажу та оренди контенту або через підписку.
Після перейменування сервісу з Play в Okko в першому півріччі 2014 року виручка компанії досягла 285 млн рублів, що в чотири рази більше, ніж за той же період попереднього року.
На самоокупність сервіс вийшов в 2016 році. У першому півріччі 2017 року компанія отримала перший операційний прибуток і продемонструвала двократне зростання виручки від продажу і оренди кіно- і серіального контенту на всіх платформах: вебсайті, мобільних і Smart TV додатках, а також ігрових приставках.

## Партнери
Крім партнерства з кіностудіями, Okko розвиває співпрацю із найрізноманітніших напрямів. Це і маркетингові кооперації з Mail.ru, S7 Airlines, Альфа Банк, Райффайзен, Tinkoff, Red Bull, Аерофлот Бонус, РЖД Бонус, Сбербанк «Спасибо», Tinkoff Mobile; співпраця з найбільшими ритейлерами (МВидео, Ельдорадо, Связной); попереднє встановлення програми на Smart TV (Samsung, Sony, LG, Philips, Panasonic, Android TV, Apple TV) і приставках Sony PlayStation.

## Публічні заходи
З 2017 року Okko проводить спільний c інститутом архітектури та дизайну «Стрілка» кінофестиваль Strelka Film Festival by Okko, на якому проводяться покази гучного фестивального кіно, публічні лекції і дискусії.
З 2018 року в Освітньому центрі Московського Музею сучасного мистецтва під патронажем Okko проходять публічні лекції, суміщені з кінопоказами. З жовтня по грудень 2018 роки провели цикл з 12 лекцій, об'єднаних темою «Кіно і сучасність: Погляд режисерів на соціальні проблеми XXI століття». Лекції читала кінокритик Аліса Тайгова.

## Керівництво
У 2015 році генеральним директором Okko призначили Івана Гродецького, який останні п'ять років був комерційним директором Play. Директором по продукту з самого заснування компанії виступає Ігор Соколов.

## Конкуренти
Конкурентами Okko на російському ринку ОТТ-сервісів є онлайн-кінотеатри Megogo, КіноПоіск і онлайн-кінотеатри що виробляють власний контент, такі як Premier, КіноПоіскHD, ivi.ru та more.tv.